# 케이티 모건
케이티 모건(Katie Morgan, 1980년 3월 17일 ~ )는 미국의 포르노 배우, 영화 배우, 전직 라디오 진행자, 팟캐스터이다.